# Dominik Kolorz
Dominik Kolorz (ur. 1965 w Wodzisławiu Śląskim) – polski działacz związkowy, przewodniczący zarządu Regionu Śląsko-Dąbrowskiego NSZZ „Solidarność”.

## Życiorys
Do NSZZ „Solidarność” wstąpił w 1988 jako pracownik Kopalni Węgla Kamiennego „Rymer”, a już w następnym roku został wiceprzewodniczącym komisji zakładowej, natomiast w 1991 objął funkcję jej przewodniczącego. W 1996 został szefem Międzyzakładowej Komisji Koordynacyjnej NSZZ „Solidarność” Rybnickiej Spółki Węglowej. W latach 1998–2002 piastował funkcję wiceprzewodniczącego Sekcji Krajowej Górnictwa Węgla Kamiennego NSZZ „Solidarność”. Od 2004 był przewodniczącym tej sekcji, współorganizując w tym czasie m.in. związkowe akcje protestacyjne.
W marcu 2011 został po raz pierwszy wybrany na przewodniczącego zarządu Regionu Śląsko-Dąbrowskiego NSZZ „Solidarność” (najliczniejszej regionalnej struktury związku) na kadencję 2011–2014, zastępując na tym stanowisku Piotra Dudę, który z kolei został przewodniczącym Komisji Krajowej NSZZ „S”. Dominik Kolorz uzyskiwał następnie reelekcję na kolejne kadencje. W styczniu 2015 po strajkach górniczych i konflikcie związkowców z rządem znalazł się wśród sygnatariuszy porozumienia w sprawie restrukturyzacji Kompanii Węglowej.
W lipcu 2015 powołany na przedstawiciela ruchu organizowanego przez Pawła Kukiza w województwie śląskim. W wyborach prezydenckich w 2025 został członkiem komitetu poparcia Artura Bartoszewicza.

## Odznaczenia
- Krzyż Oficerski Orderu Odrodzenia Polski (2025)[8][9]